# 리그 오브 레전드: 와일드 리프트
리그 오브 레전드: 와일드 리프트(League of Legends: Wild Rift)는 라이엇 게임즈가 제작, 배급한   MOBA 게임으로, 라이엇 게임즈는 창사 10주년 영상에서 향후 출시될 게임들 중 하나로 이 게임을 발표하였다. LoL모바일이라고 흔히 부른다. 사양은 현재 저장 공간 2GB와 메모리 1GB 이상의 여유가 있는 갤럭시A7 급 안드로이드 기기와 아이폰5이후 출시된 iOS 기기이다. 2020년 10월 8일 대한민국, 일본에서 클로즈 베타 (CBT)를 시작하였다.

## 챔피언
현재 약 76명의 챔피언이 있다.

## 같이 보기
- 라이엇 게임즈
- 리그 오브 레전드
- 와일드 리프트 아이콘스 글로벌 챔피언십
- 와일드 리프트 호라이즌 컵
- 와일드 리프트 챔피언스 코리아
- WCK 챌린저스 리그